# Lillian Tillegreen
Lillian Tillegreen (født 24. december 1925 i København, død 10. januar 2002) var en dansk skuespillerinde.
Hun var uddannet fra Aarhus Teaters elevskole i 1950. Herefter blev hun ansat på teatret i fire år, inden hun rejste til København og blev engageret til Det ny Teater indtil 1961. Hun spillede blandt andet Ada i start 80'erne i serien Matador.
Sidenhen fik hun roller på Allé-Scenen, Odense Teater, Folketeatret, Gladsaxe Teater og Bristol Teatret. Hun optrådte ligeledes på Det kongelige Teater.
Lillian Tillegreen var i mange år gift med skuespilleren Holger Perfort.

## Udvalgt filmografi
- Min datter Nelly – 1955
- Blind makker – 1976
- Hærværk – 1977
- Terror – 1977
- Busters verden – 1984
- Flamberede hjerter – 1986
- Peter von Scholten – 1987
- Sidste akt – 1987
- Jydekompagniet 3 – 1989
- Sirup – 1990
- Manden der ville være skyldig – 1990
- Krummerne 2 - Stakkels Krumme – 1992
- Idioterne – 1998
- Når mor kommer hjem – 1998